# Ilie
Ilie is een bestuurslaag in het regentschap Banda Aceh van de provincie Atjeh, Indonesië. Ilie telt 2713 inwoners (volkstelling 2010).